# Federación Sindical de Trabajadores Mineros de Bolivia
La Federación Sindical de Trabajadores Mineros de Bolivia, conocida también como la F.S.T.M.B, es el principal sindicato de los trabajadores mineros de Bolivia. La FSTMB es miembro de la Central Obrera Boliviana (C.O.B).

## Historia

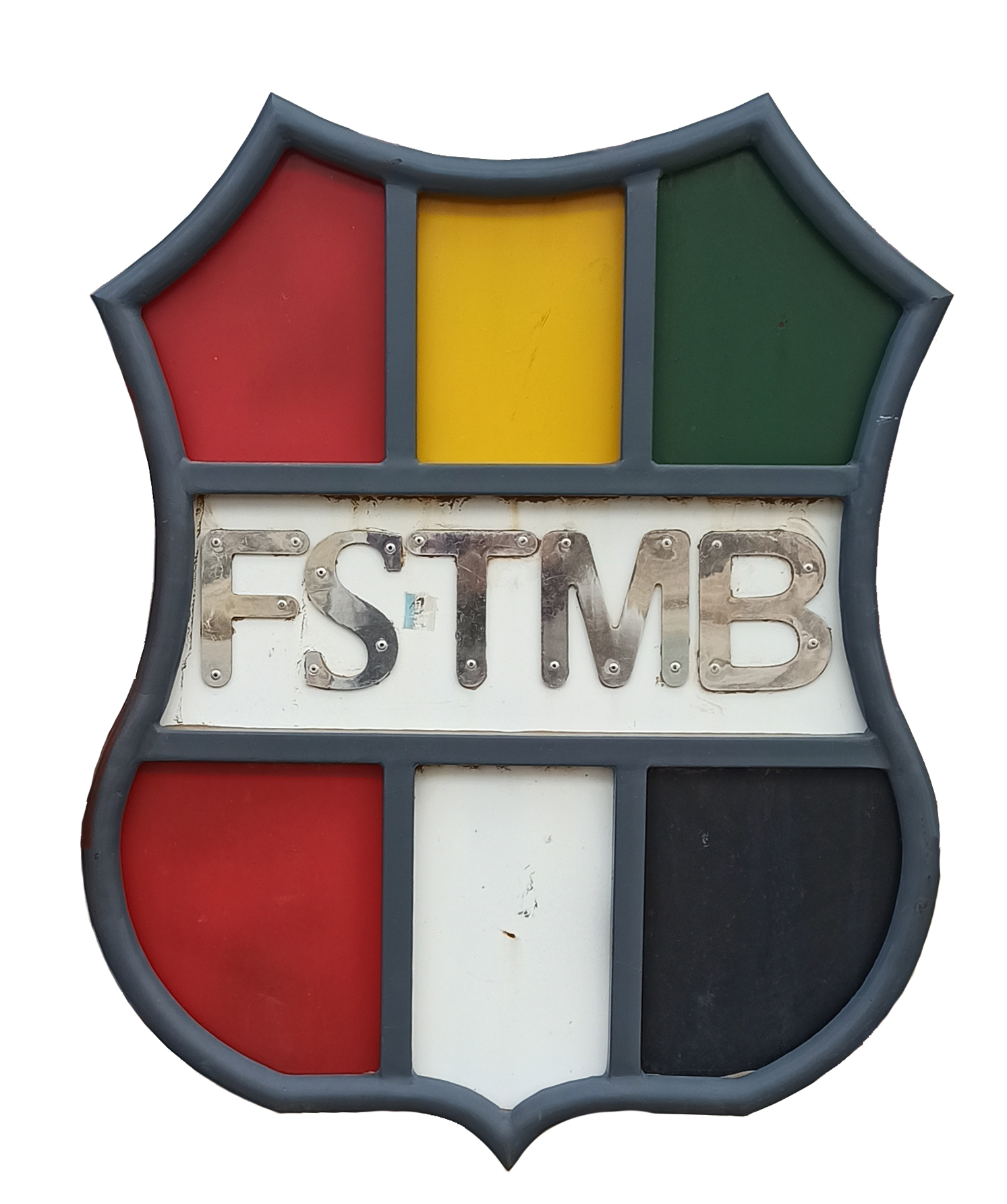
Logo de la F.S.T.M.B.

El sindicato emergió en el marco de enfrentamientos violentos entre el ejército boliviano y mineros en las minas de estaño en los departamentos de Oruro y Potosí en 1942. La F.S.T.M.B fue fundada durante el gobierno de Gualberto Villarroel el 11 de junio de 1944 en un congreso en Huanuni, Oruro. Participaron delegados de 25 sindicatos, del Movimiento Nacionalista Revolucionario (MNR) y del Partido Obrero Revolucionario de Bolivia (POR). El nuevo sindicato tenía 60,000 miembros. Juan Lechín Oquendo, miembro del POR, fue elegido como el primer Secretario Ejecutivo. 
En 1946, la FSTMB adoptó la Tesis de Pulacayo, que convocó a una revolución obrera.
En la Revolución de 1952, la F.S.T.M.B, luchó al lado del partido político del Movimiento Nacionalista Revolucionario y fue una fuerza importante para derrotar las fuerzas armadas del gobierno en abril de 1952. La F.S.T.M.B fue el participante principal en la constitución de la Central Obrera Boliviana (COB). Las minas de Bolivia fueron nacionalizadas bajo el control de la Corporación Minera de Bolivia, que fue administrada por el gobierno y la FSTMB.
Bajo los gobiernos militares entre los años de 1964 y 1982, la F.S.T.M.B y Central Obrera Boliviana sufrieron opresión, especialmente bajo el primer gobierno de Hugo Banzer Suárez (1971 - 1978) y durante el gobierno de Luis García Meza Tejada (1980 - 1981).
En 1985 el mercado de estaño derrumbó. El cuarto gobierno de Víctor Paz Estenssoro del MNR concedió un plan del Fondo Monetario Internacional y del Banco Mundial en el que cerró o privatizó las minas de la COMIBOL. El número de los mineros de la COMIBOL retrocedió desde 30,000 en 1985 a 7,000 en 1987.
La Central Obrera Boliviana tuvo cinco líderes históricos que emergieron de la Federación Sindical de Trabajadores Mineros de Bolivia y marcaron el movimiento sindical boliviano, Juan Lechin Oquendo, Simón Reyes, Víctor López Arias, Edgar (Huracán) Ramírez y Oscar Salas.